# Campeonato Catarinense de Futebol Feminino de 2010
O Campeonato Catarinense de Futebol Feminino de 2010 foi a 4ª edição do principal torneio catarinense entre clubes na categoria feminina. O campeão foi a Sociedade Esportiva Kindermann que venceu os dois turnos da competição. A artilheira foi Marise Schumann do Olympya com 10 gols.

## O campeonato
O Campeonato Catarinense de Futebol Feminino de 2010 contou com a participação de 5 clubes.

### Equipes Participantes
| Equipe     | Município      | Estádio                 | Títulos |
| ---------- | -------------- | ----------------------- | ------- |
| Avaí       | Florianópolis  | Ressacada               | ---     |
| Kindermann | Caçador        | Carlos Alb. Costa Neves | 2       |
| Muller     | Pomerode       | Hermam Kock             | ---     |
| Olympya    | Jaraguá do Sul | Vila Lalau              | 1       |
| Scorpions* | Palhoça        | Renato Silveira         | ---     |

*Em 2007 o Scorpions representou a cidade de São José, em 2008 e 2009 fez uma parceria com o Guarani para representar a cidade de Palhoça e em 2010 o Scorpions se juntou à Sociedade Esportiva Pradense e continuou mandando os seus jogos em Palhoça.

### Fórmula de Disputa

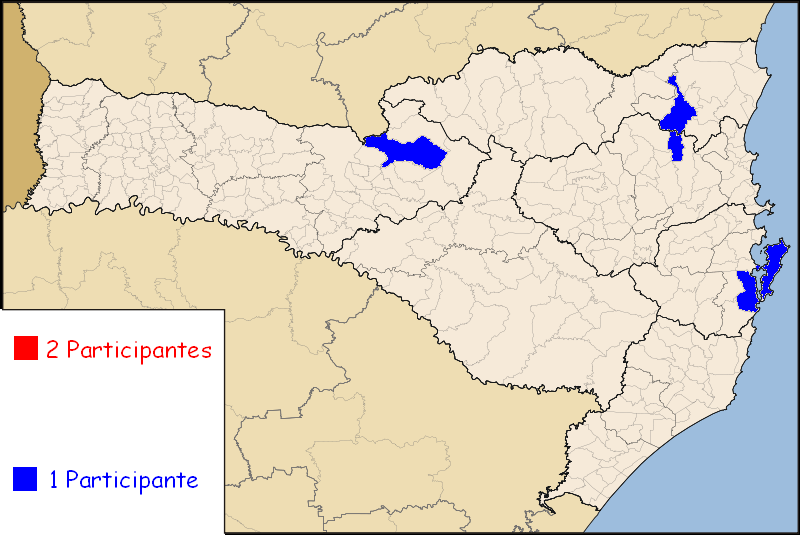
Mapa dos municípios participantes do campeonato

O campeonato foi disputado em 3 fases de Turno, Returno e Final no sistema de pontos corridos com jogos de ida e volta. O vencedor do turno estaria classificado para a final contra o vencedor do returno. Caso uma mesma equipe vencesse o turno e o returno, não haveria disputa da final, sendo esta equipe a campeã estadual.

### Critérios de Desempate
- maior número de vitórias;
- maior saldo de gols;
- maior número de gols pró;
- confronto direto, somente no caso de empate entre 2 (duas) associações;
- sorteio público.

### Turno
| 1 | Kindermann | 12 | 4 | 4 | 0 | 0 | 16 | 3  | +13 |
| 2 | Olympya    | 7  | 4 | 2 | 1 | 1 | 12 | 5  | +7  |
| 3 | Muller     | 7  | 4 | 2 | 1 | 1 | 6  | 9  | -3  |
| 4 | Scorpions  | 3  | 4 | 1 | 0 | 3 | 4  | 13 | -9  |
| 5 | Avaí       | 0  | 4 | 0 | 0 | 4 | 3  | 11 | -8  |
| PG - pontos ganhos; J - jogos; V - vitórias; E - empates; D - derrotas; GP - gols pró; GC - gols contra; SG - saldo de gols |            |    |   |   |   |   |    |    |     |

|  |                            |
|  | Classificado para a Final. |

### Returno
| 1 | Kindermann | 12 | 4 | 4 | 0 | 0 | 18 | 1  | +17 |
| 2 | Olympya    | 9  | 4 | 3 | 0 | 1 | 9  | 6  | -3  |
| 3 | Scorpions  | 4  | 4 | 1 | 1 | 2 | 4  | 12 | -8  |
| 4 | Muller     | 2  | 4 | 0 | 2 | 2 | 2  | 10 | -8  |
| 5 | Avaí       | 1  | 4 | 0 | 1 | 3 | 4  | 8  | -4  |
| PG - pontos ganhos; J - jogos; V - vitórias; E - empates; D - derrotas; GP - gols pró; GC - gols contra; SG - saldo de gols |            |    |   |   |   |   |    |    |     |

|  |                            |
|  | Classificado para a Final. |

### Confrontos
Para ler a tabela, a linha horizontal representa os jogos da equipe como mandante. A coluna vertical indica os jogos da equipe como visitante.
|            | AVA | KIN | MUL | OLY | SCO |
| ---------- | --- | --- | --- | --- | --- |
| Avaí       | —   | 2–3 | 1–1 | 1–2 | 0–1 |
| Kindermann | 2–0 | —   | 5–0 | 4–0 | 8–0 |
| Muller     | 2–1 | 0–3 | —   | 0–5 | 3–2 |
| Olympya    | 5–0 | 1–5 | 1–1 | —   | 1–0 |
| Scorpions  | 3–2 | 1–4 | 1–1 | 0–6 | —   |

- Jogos do Turno
- Jogos do Returno

### Classificação geral
| 1 | Kindermann | 24 | 8 | 8 | 0 | 0 | 34 | 4  | +30 |
| 2 | Olympya    | 16 | 8 | 5 | 1 | 2 | 21 | 11 | +10 |
| 3 | Muller     | 9  | 8 | 2 | 3 | 3 | 8  | 19 | -11 |
| 4 | Scorpions  | 7  | 8 | 2 | 1 | 5 | 8  | 25 | -17 |
| 5 | Avaí       | 1  | 8 | 0 | 1 | 7 | 7  | 19 | -12 |
| PG - pontos ganhos; J - jogos; V - vitórias; E - empates; D - derrotas; GP - gols pró; GC - gols contra; SG - saldo de gols |            |    |   |   |   |   |    |    |     |

## Campeão Geral
| Campeonato Catarinense de Futebol Feminino de 2010 |
| -------------------------------------------------- |
| Kindermann 3º Título                               |

## Artilharia
Atualizado em 1 de setembro às 9:42 UTC-3.
| Gols | Jogador         | Time       |
| ---- | --------------- | ---------- |
| 10   | Marise Schumann | Olympya    |
| 8    | Marcelinha      | Kindermann |
| 8    | Thatiane        | Avaí       |
| 6    | Andressinha     | Kindermann |
| 5    | Lara            | Kindermann |
| 5    | Djenifer        | Kindermann |
| 4    | Animal          | Scorpions  |
| 4    | Barbara         | Muller     |